# The Wanted 18

The Wanted 18 es un documental animado palestino-canadiense sobre los esfuerzos de los palestinos en Beit Sahour para iniciar una pequeña industria local de leche durante la Primera Intifada, ocultando un rebaño de 18 vacas lecheras de las fuerzas de seguridad israelíes cuando la leche colectiva fue considerada una amenaza a la seguridad nacional de Israel. La película combina entrevistas documentales con los involucrados en los eventos, material de archivo, dibujos, animación stop-motion en blanco y negro, así como recreaciones, y fue codirigida por el cineasta canadiense Paul Cowan y el artista visual y director palestino Amer Shomali. La película fue la entrada palestina para la Mejor Película Extranjera en los 88 Premios de la Academia, pero no fue nominada.

## De fondo
En la década de 1980, como parte de un boicot palestino de mercancías e impuestos israelíes, los residentes de Beit Sahour, decidieron formar un colectivo y dejar de comprar la leche de las compañías israelíes, en búsqueda de una mayor auto-suficiencia. Adquirieron vacas de un  kibbutznik y aprendieron como cuidar de los animales y a ordeñarlos, incluso enviando a un miembro a los Estados Unidos para aprender de la ganadería lechera. La granja fue un éxito, con una fuerte demanda local de "Intifada de leche". Sin embargo, el rebaño fue declarado una "amenaza para la seguridad nacional del estado de Israel" y se trató de confiscar las vacas, obligando a los palestinos a idear maneras de mantenerlo oculto.

## Las secuencias animadas y el estilo visual

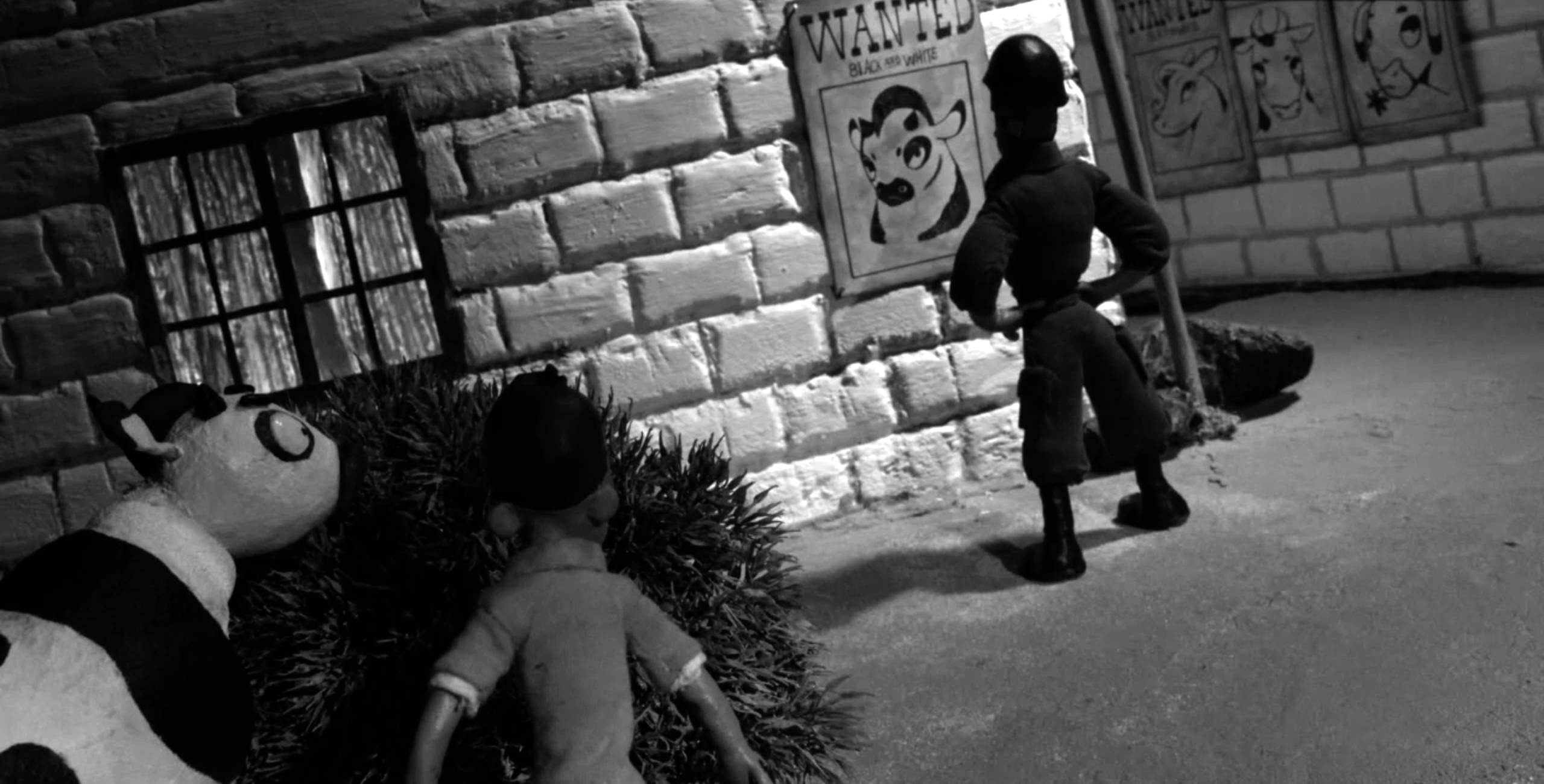
Animación en plastilina de la película

La película se enmarca como siendo contada desde el punto de vista de las vacas—Rikva, Ruth, Lola y Goldie, que aparecen en humorísticas secuencias animadas de plastimación. Los directores de The Wanted 18 buscaban obtener el sentimiento de las historietas, e incluso grabaron entrevistas en vivo de panelistas desde un ángulo de replica de aspectos sobre el cómic. La intención del director de usar el punto de vista de las vacas como una forma de que el público simpatizara con el tema. Para Shomali, la risa es una forma de desobediencia no violenta.

## Producción
La idea de la película comenzó en la niñez de Shomali, quien pasó gran parte de ella en el campamento de refugiados de Siria, donde su principal escape había sido la lectura de historietas, una de las cuales abordaba la historia de las vacas de Beit Sahour. Ina Fichman productor residente en Montreal escuchó por primera vez de la historia cuando un grupo de productores en un evento en  Ramallah hablaron sobre la intención de Shomali, quien originalmente había tenido la idea de hacer una breve película de animación sobre la historia. Sin embargo, Fichman creía que tenía lo suficiente para un documental y se acercó al  veterano documentalista Paul Cowan, también residente en Montreal. El proyecto tomó cerca de cinco años para completar un largo proceso, debido al tiempo en la creación de la animación así como el hecho de que Shomali y sus colaboradores canadienses vivían a miles de kilómetros de distancia.
Entre los entrevistados en la película están Jalal Oumsieh, una maestra de escuela que había comprado las 18 vacas, un profesor de geología Jad Ishad, el farmacéutico Elias Rishmawi y la carnicera Virginia Saad. La película también entrevista a dos miembros del gobierno israelí: Shaltiel Lavie, entonces gobernador militar de la región, y Ehud Zrahiya, su asesor para asuntos árabes.
La música de la película fue compuesta por el canadiense Benoît Charest. The Wanted 18 es una coproducción de Intuitive Pictures, el National Film Board de Canadá, Bellota Films, Dar Films Productions, ARTE y 2M. Los productores fueron Fichman y Nathalie Cloutier. La película recibió financiación del Fondo Árabe para la Cultura y las Artes (AFAC) de Beirut y del SANAD, festival de cine Abu Dhabi.

## Liberación
La película tuvo su estreno mundial en el Festival Internacional de Cine de Toronto 2014 y fue presentada ante una multitud en Ramallah. Otras proyecciones en festivales de otoño de 2014 incluyen el Abu Dhabi Film Festival, donde la película recibió el premio al Mejor Documental del Mundo Árabe, el Rencontres internationales du documentaire de Montreal, así como el Festival de Cine de Cartago 2014, donde la película recibió el tanit de Oro por mejor película documental. En 2015, ganó el premio al Mejor Documental del Traverse City Film Festival.

## Controversia
El director de la película Amer Shomali no pudo asistir a la proyección en el Festival Internacional de Cine Human Rights Watch en Nueva York dado que el gobierno de Israel le negó la entrada a Jerusalén sobre la base de que él era una amenaza para la seguridad, y por tanto fue incapaz de lograr una visa norteamericana.

## Recepción
La película tiene una puntuación de 59% en Metacritic.